# Шоурънър
Шоурънърът (на английски: showrunner) е термин от изкуството, произхождащ от телевизията на Съединените щати и Канада, отнасящ се за човека, който е отговорен за всекидневната работа по телевизионна поредица. Тези хора са най-общо кредитирани като изпълнителни продуценти.